# 豊橋鉄道モハ500形電車
豊橋鉄道モハ500形電車（とよはしてつどうモハ500かたでんしゃ）は、かつて豊橋鉄道が保有していた路面電車用の電車である。
1957年（昭和32年）に豊橋鉄道が名古屋市交通局から購入した市内線用の電車である。元々名古屋市電の車両として運用されていた、半鋼製車体を持つ単車である。1968年（昭和43年）まで使用された。
購入時の形式はモハ500形であったが、1964年（昭和39年）にモ500形に変更されている。

## 登場
モハ500形は、1957年（昭和32年）9月12日付で豊橋鉄道が名古屋市交通局から譲り受けた車両である。一挙に16両導入され、車両番号を501-516とされた。この車両は元々名古屋市電で運用されていたもので、老朽化した木造単車の車体を流線型の半鋼製車体に改造した半鋼製単車である。1935年（昭和10年）から1939年（昭和14年）までの長きにわたって製造されたため、外観は試作車・前期型・後期型で差異があった。
名古屋市電では153から170までが前期型、171から204までが後期型とされ、前期型は戸袋窓がない、後期型は側面窓の高さ前期型よりも高い、といった特徴がある。豊橋に移った車両の書類上の番号は、順に162, 165, 190, 203, 204, 180, 181, 196, 198, 201, 164, 182, 185, 195, 158, 159であり、豊橋鉄道の501, 502, 511, 515, 516の5両が前期型、残りの11両が後期型ということになるが、実際の車両の外観はこれとは異なる。実際の車体形状から、501, 505, 506, 516の4両が前期型、502-504, 507-515の11両が後期型であると推定されている。
このモハ500形の導入により、市内線で開業時から使用されてきたモハ100形は廃車された。また、市内線用車両27両のうち6割を占める大世帯となった。

## 改造
モハ500形への改造は多数ある。
導入後、戸袋窓がなかった前期型の4両には、後期型と同様の戸袋窓が取り付けられた。また、501, 510, 512の3両は車体前面の方向幕窓がHゴム支持に変わった。救助網に代わって排障器を取り付ける改造も行われている。
1960年（昭和35年）12月8日にワンマン運転を開始した柳生橋支線（新川 - 柳生橋間）の専用車両とするため、504-506の3両は同年11月にワンマン運転対応車両に改造された。バックミラー・ワンマン表示板・簡易放送設備・運賃箱が新たに取り付けられ、ビューゲルだった集電装置はZパンタへ交換された。
昭和35年鉄道ピクトリアルによれば、柳生橋支線は、1960年（昭和35年）10月1日からワンマン運転を開始となっており、1960年（昭和35年）9月24日撮影の画像もアップされている。

## 廃車
1960年（昭和35年）に504-506の3両は柳生橋支線専用車両となった。東田本線には1963年（昭和38年）にモハ700形やモハ800形（いずれもボギー車）が転入、その影響で514-516の3両が1963年8月13日付で廃車された。
また、この年には以下に示すような車両番号の交換が実施された。
- 旧501 → 新510
- 旧502 → 新512
- 旧508 → 新513
- 旧510 → 新501
- 旧512 → 新502
- 旧513 → 新508

変更後、509-513の5両は休車となり、1965年（昭和40年）5月24日付で正式に廃車された。なお、この前年の1964年（昭和39年）7月22日に形式称号がモハ500形からモ500形に変更されている。
比較的状態が良く休車されなかった501-503, 506-508の5両はラッシュ時の通学輸送専用車両として使用され続けたが、501, 508は1965年12月7日付で、501, 503, 507は1966年（昭和41年）9月29日付で廃車された。ワンマン運転対応の3両も、モ700形のワンマン化改造・柳生橋支線導入に伴い1968年（昭和43年）2月2日付で廃車された。この3両の廃車をもって、市内線から単車が消滅した。

## 主要諸元
廃車時点の諸元を示す。
- 製造者：名古屋市電気局西町工場
- 定員：50人（座席定員 16人）
- 自重：8.30トン
- 最大寸法
  - 長：8,475mm
  - 幅：2,337mm
  - 高：3,684mm （Zパンタ装備の504-506は 3818mm）
- 台車：ブリル21E（車輪径 810mm）
- 軸距：2,286mm
- 電動機：GE-249A（35馬力） 2個
- 歯車比：4.60